# Земцов, Алексей Анисимович
Алексей Анисимович Земцо́в (23 февраля 1920 — 12 ноября 2001) — советский и российский географ, геолог, геоморфолог, доктор географических наук, профессор Томского государственного университета.

## Биография
Родился 23 февраля 1920 года в крестьянской семье в селе Михайловское Алтайского края. Сразу после окончания школы в селе Тисуль Кемеровской области (1940) поступил на географический факультет Томского государственного университета, получив после окончания специальность географа-геоморфолога.
Из-за тяжело перенесённой в детстве болезни А. А. Земцов не участвовал в военных действиях в годы Великой Отечественной войны, однако тяжесть тыловой жизни военных лет сказалась и на жизни студента Земцова — ночные дежурства, труд на заводе после занятий, дежурства в эвакуированных госпиталях и т. д.
Свою жизнь Алексей Анисимович посвятил геолого-геоморфологическим исследованиям Западно-Сибирской равнины — заболоченной тайги и тундры.
В 1951—1955 годах Алексей Анисимович принимал участие в полевых работах геологических партий Западно-Сибирского геологического управления, а с 1959 года он организовывал полевые отряды из преподавателелей и студентов для совместных экспедиционных работ. Именно в эти годы он познакомился с известным талантливым геологом С. Б. Шацким, с которым работал и дружил до самой кончины.
В 1949—1952 годах Алексей Анисимович работал в экспедициях Томского государственного университета на Кузнецком Алатау. Здесь, на закарстованных площадках он проводил геоморфологические изыскания на россыпное золото. Со студентами он побывал и в ледниковых районах высокогорного Алтая. В 1981 году А. А. Земцов, совместно с экспедицией ТГУ под руководством своего коллеги профессора А. М. Малолетко, работал на бассейне Хантайского озера, на плато Путорана.

## Преподавательская деятельность
Сразу после окончания ТГУ А. А. Земцов работал в университете на различных географических кафедрах. Тернистый путь от старшего лаборанта до профессора, заведующего кафедрой, прошёл этот полевой романтик и учёный. С 1 сентября 1964 года до 30 декабря 1987 года Алексей Анисимович заведовал кафедрой географии ТГУ. Почти 25 лет А. А. Земцов вёл и развивал кафедру и сибирскую географию. Это время его ученики и коллеги вспоминают как «эпоху Земцова».
Читал лекции с разными специализациями, но особо любимыми он считал свои авторские курсы по общей геоморфологии, палеогеографии плейстоцена, четвертичной геологии, неотектонике, общей гидрологии, озероведению, болотоведению, мерзлотоведению и истории и методологии географии и географических открытий.
Своим учителем Алексей Анисимович всегда считал основателя кафедры географии профессора Г. Г. Гри́гора. Безмерное уважение к учителю он сохранил и после его смерти, в годовщины которой, с коллегами и студентами, А. А. Земцов посещал его могилу. После смерти А. А. эта традиция прервалась.

## «Эпоха Земцова»
По состоянию 2010 года невозможно назвать в Сибири хотя бы единственную геологическую или изыскательскую организацию, НИИ или вуз, где не работали бы ученики и бывшие студенты А. А. Земцова. Да и в России таковых не много. Десятки главных и ведущих геологов и начальников экспедиций по всей стране, профессора и доктора наук, крупные чиновники — все они прошли школу «эпохи Земцова». Это профессора, доктора географических и геолого-минералогических наук В. И. Булатов, В. С. Ревякин, А. М. Малолетко, В. В. Бутвиловский, В. В. Рудский, Г. Я. Барышников, А. Н. Рудой, В. П. Чеха́, Н. С. Евсеева, Б. П. Ткачев… Многие из этих учёных и сами уже создали свои научные школы, вырастили своих докторов и кандидатов наук. Стиль его общения со студентами и коллегами ярко демонстрируется в воспоминаниях его бывшего студента, а сейчас кандидата наук, ведущего геолога Северо-алтайской геолого-разведочной экспедиции, Г. Г. Русанова:

С момента демобилизации прошло всего три месяца, и я еще не успел отвыкнуть от строгих армейских порядков. Поэтому по-военному четко доложил о своем прибытии… Алексей Анисимович первым делом поинтересовался моим именем и отчеством, и в дальнейшем обращался со мной только на «Вы». До этого момента со мной никто так не разговаривал. По моим тогдашним представлениям все было неправильно. Не должен был такой большой начальник, как профессор, да еще заведующий кафедрой, так со мной разговаривать. Он должен был в лучших советских традициях, с первых же слов показать, кто здесь царь, бог и воинский начальник….Именно так поступали все начальники, с которыми мне приходилось общаться до этого: от мастера на заводе и от сержантов и командира взвода до командующего армией….Лишь годы спустя я осознал, что во время нашей первой встречи Алексей Анисимович, возможно, совсем о том не думая, преподал мне прекрасный урок, которому я следую всю свою уже и не такую уж и маленькую жизнь.
— Геннадий Григорьевич Русанов, 2010, с.94
«…Он был настоящим экспедиционным волком, он в любой момент готов был раскрыться абсолютно любому профессиональному или романтическому порыву. Он был с нами на равных, но мы, студенты, никогда не переступали грань. Никогда и никто из нас, даже нечаянно, не переходил черту, которая разделяет дружелюбие и демократичность с фамильярностью и развязностью... И этому своей деликатностью, как бы - мимоходом, обучал нас А. А. Земцов…»

## Наука и жизнь
А. А. Земцов внёс большой вклад в изучение взаимосвязи многолетнемёрзлых пород («вечной мерзлоты») и рельефа. Он впервые обнаружил и описал глубоко залегающие многолетнемёрзлые породы Западной Сибири, установил их границы и обнаружил их двучленное строение в вертикальном разрезе. Этот факт, как и само происхождение многосотметровой мощности двух толщ криолитозоны в Западной Сибири до сих является нерешённой научной проблемой. Сам А. А. Земцов некоторое время полагал, что две пачки многолетнемерзлых пород говорят о двух сильных глобальных похолоданиях и, как минимум, двух ледниковых фазах в конце плейстоцена. А. А. Земцов впервые определил и южную границу многолетнемерзлых пород Западной Сибири.
Замкнутые изометричные впадины на обширном междуречье рек Иртыш и Обь А. А. Земцов полагал термокарстовыми западинами. Сейчас большинство из них заняты бессточными водораздельными озёрами. В своих работах А. А. Земцов доказывал, что оледенение в плейстоцене перегораживало сток великих сибирских рек, текущих сейчас в бассейн Северного Ледовитого океана, и многие из этих рек оказывались подпруженными. В частности, в эпоху максимального оледенения (тазовское оледенение среднего плейстоцена)[уточнить], писал А. А. Земцов, устье реки Енисей было блокировано льдом. У края огромного ледника образовывалось гигантское ледниково-подпрудное озеро — море, которое сбрасывало свои воды по низким водоразделам-спиллвеям в бассейн Оби. Эти сбросы оставили сейчас свои следы в закономерно ориентированных с северо-востока на юго-запад «древних ложбинах стока[уточнить]».
Эта гипотеза была позднее убедительно подтверждена работами С. В. Гончарова, который в течение нескольких лет проводил аэрокосмические и маршрутные исследования всего сибирского региона. С. В. Гончаров установил границы открытого А. А. Земцовым Енисейского ледниково-подпрудного озера, уточнил пути его сбросов, а также получил абсолютные 14С — датировки возраста этих событий — поздне-послеледниковое время. Впоследствии А. Н. Рудой, продолжавший эти исследования, сформулировал специально для журналистов фразу: «Енисей впадал в Средиземное море».
Помимо спиллвеев, многие из которых сейчас хорошо изучены и датированы, к геологическим свидетельствам транссибирских приледниковых стоков относятся известные уже более 200 лет бэровские бугры Северного Прикаспия, ложбинно-грядовый рельеф Западных Кызыл-Кумов, гривный рельеф восточной части Барабинской степи и юга Западной Сибири, а также знаменитые «ложбины древнего стока», бассейна южной части равнинной Оби.
За северными пределами Прио́бского плато эти ложбины стали известны еще в конце 1950-х годов, когда А. А. Земцов закартировал спиллвеи Таз-Енисейского междуречья. Он показал, что одна из древних ложбин, частично занятая сейчас реками Тым и Сым, имеет ширину 30-40 км и протягивается на юго-запад. Другая же ложбина такого типа, Камышловский лог, ориентированная почти широтно, рассекает Ишимскую степь по линии железной дороги Омск-Петропавловск. Средняя ширина этой ложбины достигает 25 км при глубине около 20 м, лог имеет падение в 30 м на юго-запад по простиранию.
Ныне уже почти никто не отрицает, что «древние ложбины стока» были руслами мощных водных потоков, связанных с таянием позднечетвертичных (сартанских) ледников, с которыми коррелируют как речные террасы Енисея и Оби, так и аллювий самих ложбин.
К пионерным следует отнести и исследования древних и современных процессов рельефообразования в таежной зоне Западной Сибири. Именно А. А. Земцов одним из первых обратил внимание на главнейшую роль антропогенного фактора в активизации эо́ловых процессов (лесные пожары, наводнения на реках, сплошные вырубки леса и т. п.).
Алексей Анисимович Земцов возглавлял Томский отдел Географического общества СССР, был главным редактором его печатного органа «Вопросы географии Сибири».

## Труды
Профессор А. А. Земцов — автор более 200 научных и научно-популярных работ и учебников. Избранные труды:
1. Земцов А. А. Геоморфологические наблюдения в бассейне р. Агана // Вопросы географии Сибири, 1951. № 2. С. 243—258.
2. Земцов А. А. Геолого-геоморфологический очерк Вах-Тазовского междуречья // Труды Томского государственного университета, 1957. Т. 147. С. 57-70.
3. Геологическая карта СССР (Лист Q-44) с объяснительной запиской. М.: Госгеолиздат, 1958. 56 с.
4. Земцов А. А. О зандровой равнине в центральной части Западной Сибири. — Ледниковый период на территории Европейской части СССР и Сибири. М.: АН СССР, 1959. С. 321—330.
5. Земцов А. А. Реликтовая мерзлота на севере Западной Сибири. — Ледниковый период на территории Европейской части СССР и Сибири. М.: АН СССР, 1959. С. 331—334.
6. Земцов А. А. Глубокозалегающие многолетнемерзлые породы в Западной Сибири // Известия АН СССР. Серия географическая, 1960. № 4. С. 89-93.
7. Геоморфологическая карта центральной части Западно-Сибирской низменности // Геоморфологическая карта СССР для ВУЗов, 1960. М.: ГУГК.
8. Земцов А. А. Ледниковый рельеф области зырянского оледенения на северо-востоке Западной Сибири // Гляциология Алтая, 1964. № 3. С. 182—207.
9. Земцов А. А. Стратиграфия четвертичных отложений Вахского Приобья // Труды Томского государственного университета, 1964. Т. 49. С. 82-95.
10. Земцов А. А. Морские и ледниково-морские отложения Таз-Енисейского междуречья // Ученые записки Томского государственного университета, 1967. № 63. С. 65-77.
11. Земцов А. А. Ледниковые покровы или морские трансгрессии (статья первая) // Гляциология Алтая, 1970. № 6. С. 19-28.
12. Земцов А. А. Асимметрия речных долин Западно-Сибирской равнины // Известия Всесоюзного географического общества, 1973. Т. 105. № 2. С. 142—148.
13. Земцов А. А. Петрографический состав валунов и вопросы палеогеографии севера Западной Сибири // Известия АН СССР. Серия географическая, 1973. № 2. С. 80-90.
14. Земцов А. А. Геоморфология Западно-Сибирской равнины (северная и центральная части). — Томск: Томский госуниверситет, 1976. 344 с.
15. Геоморфологическая карта СССР (на 24 листах). Масштаб 1:2 500 000 (соавтор). М.: ГУГК, 1987.
16. География Томской области / Том. гос. ун-т им. В. В. Куйбышева; [Земцов А. А. и др. ]; Под ред. А. А. Земцова. - Томск : Издательство Томского университета, 1988.
17. Природа Хантайской гидросистемы / [В. Н. Долгин, А. А. Земцов, А. М. Малолетко и др.] ; под ред. Б. Г. Иоганзена, А. М. Малолетко ; Том. гос. ун-т им. В. В. Куйбышева. - Томск : Издательство Томского университета, 1988
18. Земцов А. А., Евсеева Н. С. Рельефообразование в лесоболотной зоне Западно-Сибирской равнины. — Томск: ТГУ, 1990. 240 с.
19. Болота Западной Сибири: их роль в биосфере / А. А. Земцов, А. В. Мезенцев, Л. И. Инишева и др. ; Под ред. А. А. Земцова; Отв. за вып. А. В. Мезенцев; Томск. гос. ун-т, Сибирский науч. -ислед. ин-т торфа. - Томск, 1998.
20. Земцов А. А. Проблемы Сибирских увалов // Вопросы географии Сибири, 2001. Вып. 24. С. 7-18.

## Награды и премии
- Отличник высшей школы (1985)
- Заслуженный работник высшей школы Российской Федерации (1998)
- Почётный член Географического общества СССР
- медаль «Ветеран труда» (1984)
- медаль «За доблестный труд в Великой Отечественной войне 1941—1945 гг.» (1991)
- медаль «За заслуги перед Томским государственным университетом» (1998)
- юбилейная медаль «50 лет Победы в Великой Отечественной войне 1941—1945 гг.» (1995)